# Голкохвіст сірочеревий
Голкохвіст сірочеревий (Chaetura vauxi) — серпокрилець роду Chaetura, поширений на плоскогір'ях від південної Аляски до центральної Каліфорнії і від південної Мексики до східної Панами і північної Венесуели. Популяції США міграційні, та зимують на території від центральних районів Мексики до Панами. Осілі птахи південних районів інколи вважають окремим видом, темноспинним серпокрильцем (Chaetura richmondi).